# AnimeLab
AnimeLab war eine Video-on-Demand-Plattform, die sich auf Animes in Australien und Neuseeland spezialisiert hat und gehörte zu Funimation.

## Geschichte
AnimeLab wurde ursprünglich am 28. Mai 2014 als ein Skunkworks-Projekt von Madman Entertainment gestartet. Es ersetzte den Madman Screening Room. Zu Beginn hatte AnimeLab 50 Serien. Während der Beta-Phase hat AnimeLab seine Serien kostenlos und ohne Werbung gestreamt. Siren Visual gab am 4. September 2014 bekannt, dass sie Titel auf AnimeLab veröffentlichen werden, beginnend mit The Devil is a Part-Timer. Am 26. Mai 2015 gab AnimeLab bekannt, dass die Website die Beta-Version beendet wurde. Neben dem werbebasierten kostenlosen Service wurde ein kostenpflichtiges Abonnement eingeführt.
AnimeLab startete im August 2016 im Fernsehen den Programmblock AnimeLab On-Air. Der Block wurde ursprünglich am Freitagabend auf C31 Melbourne und C44 Adelaide ausgestrahlt. Der Block zog später zu einem Montag-Nachtzeitplan um. Im August 2017 wurde bekannt, dass AnimeLab ausgewählter Titel aus dem Adult Swims Back-Katalog streamen wird.
Am 24. September 2019 gaben Aniplex und Sony Pictures Television bekannt, dass sie ihre Anime-Video-on-Demand-Portale mit einem Joint Venture aus Funimation, der Madman Anime Group und Wakanim unter der Leitung von Funimation konsolidieren. Im Rahmen dieses Joint Ventures erwirbt Funimation Anime-Lizenzen für FunimationNow, AnimeLab und Wakanim. Im Januar 2020 wurde bekannt, dass Funimation den Zugang zu FunimationNow in Australien und Neuseeland am 30. März 2020 einstellen wird und in diesen Ländern nur noch über AnimeLab streamen wird. Titel von FunimationNow sind bereits auf AnimeLab übertragen worden. Bereits ein Jahr später wurde dies rückgängig gemacht und man kündigte am 10. Juni 2021 an, dass AnimeLab eingestellt und sämtliche Video-Inhalte und bestehende Abonnenten auf die Website von Funimation übernommen werden sollen. Der Dienst AnimeLab bleibt dabei für die Übergangsphase bestehen, dabei werden Simulcast-Titel exklusiv auf Funimation zur Verfügung stehen.

## Technisches
Das Programm von AnimeLab konnte auf einem Browser oder einer App angesehen werden. Der Player basierte auf HTML5. Die App war für Android, iOS, PlayStation 3, PlayStation 4, Windows und Xbox One erhältlich.